# 올리비에 구르메

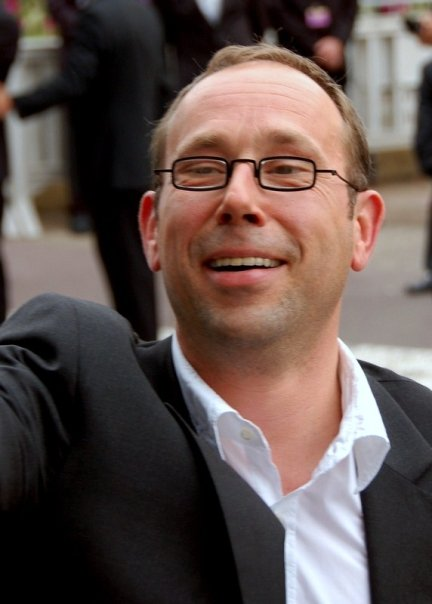

올리비에 구르메(Olivier Gourmet, 1963년 7월 22일 ~ )는 벨기에의 배우, 음악가이다.
나무르에서 태어났다.

## 영화
- 약속 (1996)
- Le Signaleur (1997)
- 아이 러브 무비 (1998)
- 나를 사랑하는 사람들은 기차를 타시오 (1998)
- 로제타 (1999) - 사장 역
- 나디아 앤 더 히포스 (1999) - 앙드레 역
- 아마도 (1999)
- 나시오날 7 (2000)
- 토레로스 (2000)
- 세이브 미 (2000)
- 내 마음을 읽어 봐 (2001)
- 그들만의 수요일 (2001)
- 따뜻한 인정 (2001)
- 원스 어폰 엔젤 (2002)
- 아들 (2002)
- 통행증 (2002)
- 늑대의 시간 (2003)
- 노란 방의 비밀 (2003)
- 카트린 부인은 어디에? (2003)
- 트러블 (2004)
- 배드 스펠링 (2004)
- 밀물이 되면  (2004)
- 예술의 다리 (2004)
- 액스, 취업에 관한 위험한 안내서 (2005) - 레이몬드 매체퍼 역
- 더 차일드 (2005)
- 퍼퓸 오브 더 레이디 인 블랙 (2005, Le Parfum de la dame en noir)
- 번트 아웃 (2005)
- 호랑이 여단 (2006, Les Brigades du Tigre)
- 콩고라마 (2006)
- 대령 (2006)
- 히든 러브 (2007)
- 죽음의 씨앗 (2007)
- 자쿠오 르 크로퀀 (2007)
- 마돈나 (2007)
- 퍼블릭 에너미 넘버원 (2008)
- 홈 (2008)
- 꼴뤼쉬, 더 스토리 오브 어 가이 (2008)
- 고 패스트 (2008)
- 로나의 침묵 (2008)
- 바닷가 천사 (2009)
- 알티플라노 (2009)
- 공원 벤치 (2009)
- 낫씽 투 디클레어 (2010)
- 검은 비너스 (2010)
- 로버트 미첨 이즈 데드 (2010)
- 미니스터 (2011) - 베트랑 세인트 진 역
- 자전거 탄 소년 (2011) - 패트론 역
- 마이 와이프스 노블 (2011)
- 파이널 밸런스 (2011)
- 더 월드 빌롱스 투 어스 (2013) - 프레디 역
- 더 룩아웃 (2012) - 프랭크 역
- 비올렛 (2013)
- 텐더니스 (2013)
- 그랜드 센트럴 (2013) - 질 역
- 내일을 위한 시간 (2014) - 장마크 역
- 라페흐 SK1 (2014)
- 마담 보바리 (2014)
- 고백의 시간 (2014)
- 테르 바트 (2014)
- 더 나잇 와치맨 (2015)
- 아브릴과 조작된 세계 (2015) - 폴 역 (목소리)
- 더 센트 오브 맨더린 (2015)
- 달링 버즈 오브 메이 (2015) - 폴 역
- 쇼콜라 (2016) - 조셉 역
- 언노운 걸 (2016) - 램버트의 아들 역
- 성 프란치스코 (2016) - 추기경 역
- 웨딩 (2016)
- 은판 위의 여인 (2016) - 스테판 역
- 더 미드와이프 (2017) - 폴 역
- 업스트림 (2016)
- 청년 마르크스 (2017) - 피에르 조제프 프루동 역
- 블랙 인 비지니스 (2017)
- 킬러 인 브뤼셀 (2017) - 프랑크 발켄 역
- 더 로열 익스체인지 (2017)
- 원 네이션 (2018) - 조제프 역
- 에드몬드 (2019)
- 컨빅션 (2018)
- 배틀 오브 레전드 (2019)